# استنلی کونیتز
استنلی کونیتز (انگلیسی: Stanley Jasspon Kunitz؛ ۲۹ ژوئیهٔ ۱۹۰۵ – ۱۴ مهٔ ۲۰۰۶) یک زبان‌شناس، شاعر، مترجم، و نویسنده اهل ایالات متحده آمریکا و برنده جایزه پولیتزر و خالق مجموعه شعر «چیزهای روشنفکرانه»
وی همچنین برنده جوایزی همچون کمک هزینه گوگنهایم شده است.

## زندگی‌نامه
استنلی کونیتز در ۲۹ ژوئیه ۱۹۰۵ در ووستر، ماساچوست متولد شد. پدر وی درست شش هفته بعد از به دنیا آمدن او خودکشی کرد و این موضوع بعدها سوژه یکی از مجموعه اشعار «کونیتز» شد. «کونیتز» پس از طی کردن دوران نوجوانی در دانشگاه هاروارد به تحصیل در رشته ادبیات پرداخت و پس از فارغ‌التحصیلی به عنوان مدرس این رشته در دانشگاه‌های کلمبیا، واشینگتن، کالج کوئین، ییل، کالج واسر به تدریس پرداخت. او سال‌ها به عنوان ویراستار مجموعه اشعار شاعران و نویسندگان مختلف در کتابخانه ویلسون در آمریکا مشغول به کار بود و آثار و اشعار مختلفی را ویرایش کرد.
«گزیده اشعار»، «گیس وحشی»، «کت بدون درز»، «اشعار استنلی کونیتز»، «پاسپورت برای جنگ» و «چیزهای روشنفکرانه» اشاره کرد. مجموعه اشعار «ماکس هیوارد» با عنوان « اشعار آنا آخماتوا»، «ایوان داریچ» با نام « چراغ‌های باغ» و «آندره وزنسکی» با عنوان «داستان بادبان» از جمله مجموعه اشعاری است که توسط « استنلی کونیتز» ویرایش شده است.
این شاعر صاحب‌سبک که ۷۵ سال از عمرش به فعالیت‌های فرهنگی و ادبی و سرودن شعر گذرانده است دو بار جایزه ملی شعر آمریکا را در سال‌های ۱۹۷۴ و ۲۰۰۰ از آن خود کرده است. او در سال ۲۰۰۰ در آستانه ۶۰ سالگی موفق شد تا به جهت سال ها فعالیت در حوزه شعر و سرودن اشعاری قدرتمند لقب ملک‌الشعرای آمریکا را از آن خود کند. این شاعر که اشعارش مضامین و درونمایه‌هایی چون طبیعت، حیات‌وحش و سوژه‌های اجتماعی دارد مجموعه‌های مختلفی را تا امروز منتشر کرده است که برخی از آنها به فارسی نیز ترجمه شده است.